# Bebearia squalida
Bebearia squalida är en fjärilsart som beskrevs av Talbot 1928. Bebearia squalida ingår i släktet Bebearia och familjen praktfjärilar. Inga underarter finns listade i Catalogue of Life.